# Effetto soglia
L'effetto soglia, anche definito effetto del mutamento di ambiente (in inglese doorway effect), è un fenomeno psicologico replicabile caratterizzato dalla perdita della memoria a breve termine quando si attraversa una porta o ci si sposta da un luogo all'altro. Si tende quindi a dimenticare elementi significativi recenti dopo che si ha varcato un confine e spesso si dimentica ciò a cui si stava pensando o pianificando di fare entrando in una stanza diversa. Gli esperimenti suggeriscono che questo fenomeno si verifichi sia all'attraversamento di confini fisici (come spostandosi da una stanza all'altra attraversando una porta) che al passaggio di confini metaforici (come cambiare pagina del desktop durante l'utilizzo di un computer o chiudendo/aprendo un'app nel telefono).
L'effetto soglia si concentra su episodi specifici (come l'aver assistito ad una conferenza o la consumazione di un pasto in famiglia), più che essere un flusso continuo interrotto dal sonno. Questo tipo di ricordi è detto memoria episodica e prevede la ricezione e l'archiviazione di informazioni temporanee, insieme al tempo e al luogo correlati.
Molti studi nell'ambito della psicologia hanno indicato che il contesto e il luogo in cui si verificano gli eventi hanno un ruolo significativo nel modo in cui i ricordi vengono immagazzinati. I ricordi di eventi che accadono in un ambiente in ambiente da noi frequentato regolarmente sono di più facile accesso rispetto a ricordi di eventi accaduti in luoghi da noi poco frequentati. Di conseguenza, quando sperimentiamo cambiamenti spaziali, che siano fisici o astratti, questo cambiamento di tipo psico-fisico può agire come un marcatore di confine che separa il nostro flusso continuo di ricordi e lo organizza in segmenti distinti.

## Studi
Alcuni esperimenti sull'effetto soglia coinvolgono delle persone che navigano in ambienti virtuali mentre raccolgono e posano vari oggetti. Durante questi esperimenti, ai partecipanti venivano dati i nomi di questi oggetti mentre si muovevano attraverso una grande stanza oppure quando entravano in una nuova stanza (un cambiamento spaziale). Dovevano quindi indicare poi se l'oggetto nominato corrispondeva a quello che avevano trasportato ed eventualmente deposto. I risultati indicano che le porte fungono da confini degli eventi e contribuiscono a una più ampia comprensione della costruzione e della conservazione della memoria. Inoltre indicano il significato delle strutture dell'ambiente circostante nel modo in cui i ricordi vengono rievocati oggettivamente, insieme a come vengono rievocati soggettivamente: la valenza delle emozioni, l'emozione specifica provata, la sua intensità e durata.
In uno studio del 2021, i ricercatori della Bond University hanno cercato di replicare l’effetto soglia in quattro esperimenti: sia in stanze fisiche che in stanze virtuali, sia con che senza che i partecipanti eseguissero un “compito distrattore” (contando all’indietro). In un esperimento, in stanze virtuali e con un compito di distrazione, le porte hanno causato un aumento statisticamente significativo di falsi positivi (cioè falsi ricordi), ma non di falsi negativi (cioè dimenticanza). Negli altri tre esperimenti le porte non hanno avuto alcun effetto. I ricercatori hanno suggerito che ciò fosse coerente con la vita reale, in cui "potremmo occasionalmente dimenticare un singolo oggetto che avevamo in mente dopo essere entrati in una nuova stanza ma, soprattutto, questo di solito accade quando abbiamo altre cose in mente... ".
Uno degli autori dello studio, lo psicologo Oliver Baumann, ha ipotizzato che potrebbe essere possibile immunizzarsi contro l’oblio. “Se siamo risoluti in ciò che vogliamo fare, nulla ci impedirà di ricordare. Ma se abbiamo più cose da fare, l’oblio diventa evidente.”.

## Effetti nel mondo reale
Differenti studi sulla presenza di un effetto soglia hanno ipotizzato incoerenze con i ritmi tipici della vita. Per alcuni è ragionevole aspettarsi che gli esseri umani siano piuttosto abili nel gestire il movimento da un luogo all’altro e i suoi effetti sul richiamo della memoria, specialmente con gli oggetti trasportati di recente. È stato proposto che l'effetto potrebbe essere attribuito a comportamenti di autoconservazione, che rendono vigili verso i predatori in agguato ai bordi delle aperture quando si attraversano, orientando quindi l'attenzione da una prospettiva interna a quella esterna. Le implicazioni si estendono ai regni dell'apprendimento e della comprensione verbale, per cui la presenza dell'effetto anche su piccoli carichi di memoria a breve termine dimostra l'importanza del proprio ambiente sulle prestazioni successive, specialmente per compiti più complessi (ricordare materiale d'esame, dettagli interpersonali, coinvolgimento umano, ecc.).
I collegamenti dell'ambiente fisico con la memoria estendono il ruolo dell'effetto nel rivelare specifici comportamenti, come la nozione cognitiva di "lacune di empatia" che sono caratterizzate da deviazioni nei processi di mentalizzazione dei propri stati emotivi. Esempi di contributi ancora più ampi alle relazioni tra ambiente, memoria e comportamento sono stati mostrati dal progetto "Preventing falls with pink walls" della Cowry Consulting, società di consulenza con sede a Londra che mirava a ridurre i comportamenti non sicuri nei cantieri edili. Sono state apportate modifiche all'ambiente fisico dipingendo le pareti della sala relax di rosa Baker-Miller, ristrutturandola con piante, luci più soffuse e tavoli comuni per suddividere in modo differenziato lo spazio con l’obiettivo di "ridurre l'ansia, lo stress e l'aggressività".